# Cássio Gabus Mendes
Cassio Gabus Mendes (São Paulo, 29 de agosto de 1961) es un actor brasileño. Nieto de Octavio Gabus Mendes, hijo del novelista Cassiano Gabus Mendes, hermano del también actor Tato Gabus Mendes y es también sobrino del actor Luis Gustavo.
Está casado con la exactriz Lydia Brondi. Hizo su estreno en televisión en 1982 en Elas por elas, e hizo pareja romántica con  Thaís de Campos, para quien la obra fue también la primera.

## Carrera
| Televisión | Televisión                         | Televisión                                      | Televisión                           |
| Año        | Título                             | Papel                                           | Notas                                |
| ---------- | ---------------------------------- | ----------------------------------------------- | ------------------------------------ |
| 1982       | Elas por Elas                      | Elton Ferreira                                  |                                      |
| 1983       | Pão Pão, Beijo Beijo               | Franco Cantarelli                               |                                      |
| 1983       | Champagne                          | Greg                                            |                                      |
| 1984       | Livre para Voar                    | Edu                                             |                                      |
| 1985       | Ti Ti Ti                           | Luti (Luís Otávio de Almeida Martins)           |                                      |
| 1986       | Roda de Fogo                       | Celso Rezende Júnior                            |                                      |
| 1987       | Brega & Chique                     | Bruno                                           |                                      |
| 1988       | Sampa                              | Amadeu                                          |                                      |
| 1988       | Vale Tudo                          | Afonso de Almeida Roitman                       |                                      |
| 1989       | Tieta                              | Ricardo                                         |                                      |
| 1990       | Meu Bem, Meu Mal                   | Doca (Eduardo José da Silva/Eduardo Costabrava) |                                      |
| 1992       | Anos Rebeldes                      | João Alfredo Galvão                             |                                      |
| 1993       | O Mapa da Mina                     | Rodrigo                                         |                                      |
| 1994       | Caso Especial                      |                                                 | ep: "Férias Sem Volta"               |
| 1994       | Tropicaliente                      | Franchico                                       |                                      |
| 1994       | Você Decide                        | Heitor                                          | 4 episódios (1994-2000)              |
| 1995       | Decadência                         | Padre Giovani                                   |                                      |
| 1995       | Explode Coração                    | Edu (Vitor Salgado)                             |                                      |
| 1996       | A Vida Como Ela É                  |                                                 | 8 episódios                          |
| 1997       | Mundo VIP                          | Ele Mesmo                                       | Participação Especial                |
| 1997       | A Indomada                         | Sérgio Murilo                                   |                                      |
| 1998       | Mulher                             | Afrânio                                         |                                      |
| 1999       | Terra Nostra                       | Clausewitz                                      | Participação Especial                |
| 2001       | Um Anjo Caiu do Céu                | Paulinho (Selmo de Windsor)                     |                                      |
| 2001       | Os Normais                         | Geraldinho                                      | ep: "Mal-entendido é Normal"         |
| 2001       | Brava Gente                        | Gentil                                          | ep: "Um Caso, uma Loura"             |
| 2002       | O Quinto dos Infernos              | D. João VI (jovem)                              | Participação especial                |
| 2002       | Deseos de mujer                    | Renato Moreno                                   |                                      |
| 2002       | Sai de Baixo                       | Ari                                             | ep: "O Galo Sinistro"                |
| 2002       | Os Normais                         | Lelo                                            | ep: "Parece Indecente, Mas é Normal" |
| 2003       | A Diarista                         | Tiago                                           | Especial de Fim de Ano               |
| 2004       | Um Só Coração                      | Juvenal Penteado                                |                                      |
| 2004       | Começar de Novo                    | Dr. Sidarta Gautama                             |                                      |
| 2005       | Linha Direta                       |                                                 | ep: "A Bomba do Riocentro"           |
| 2005       | Os Amadores                        | Marquinhos                                      | 3 episódios (2005-2007)              |
| 2006       | JK                                 | Gaúcho                                          |                                      |
| 2007       | Amazônia, de Galvez a Chico Mendes | Chico Mendes                                    |                                      |
| 2007       | Deseo prohibido                    | Delegado Trajano Mendonça                       |                                      |
| 2008       | Episódio Especial                  | Ele Mesmo                                       | Participação Especial                |
| 2008       | Três Irmãs                         | Baby Montenegro                                 |                                      |
| 2009       | Norma                              | Cláudio                                         |                                      |
| 2010       | S.O.S. Emergência                  | Sérgio                                          | ep: "Tem Pai que é Cego"             |
| 2010       | As Cariocas                        | Roberto                                         | ep: "A Suicida da Lapa"              |
| 2011       | Chico Xavier                       | Padre Julio Maria                               |                                      |
| 2011       | Insensato corazón                  | Klebber Damasceno                               |                                      |
| 2012       | Dercy de Verdade                   | Valdemar Martins                                |                                      |
| 2012       | Lado a Lado                        | Bonifácio Vieira                                |                                      |
| 2022       | Todas las flores                   | Luís Felipe Martinez                            |                                      |

### Cinema
| Televisión | Televisión                         | Televisión        | Televisión |
| Año        | Título                             | Papel             |            |
| ---------- | ---------------------------------- | ----------------- | ---------- |
| 1998       | Boleiros - Era uma Vez o Futebol   | Zé Américo        |            |
| 1999       | Orfeu                              | Pedro             |            |
| 2004       | Como Fazer um Filme de Amor        | Alan              |            |
| 2006       | Boleiros 2 - Vencedores e Vencidos | Zé Américo        |            |
| 2006       | Trair e Coçar É Só Começar         | Eduardo           |            |
| 2007       | Batismo de Sangue                  | Delegado Fleury   |            |
| 2007       | Caixa Dois                         | Romeiro           |            |
| 2009       | Se eu Fosse Você 2                 | Nelsinho          |            |
| 2009       | Cabeça a Prêmio                    |                   |            |
| 2010       | Chico Xavier                       | Padre Julio Maria |            |
| 2011       | Bruna Surfistinha                  | Huldson           |            |
| 2011       | Assalto ao Banco Central           | Martinho          |            |
| 2014       | Confissões de Adolescente          | Paulo             |            |